# Gong Hyo-jin
Gong Hyo-jin (공효진?, Gong Hyo-jinLR; Seul, 4 aprile 1980) è un'attrice sudcoreana.
Ha ottenuto il riconoscimento pubblico per i suoi ruoli da protagonista in noti serial televisivi, quali Sang-doo-ya, hakgyo gaja!, Gomapseumnida, Pasta, Choego-ui sarang, Jugun-ui tae-yang, Gwaenchanh-a, sarang-i-ya, Producer e Jiltu-ui hwasin. È inoltre nota per la sua interpretazione nel film Miss Hongdangmu.
Grazie alla sua decennale carriera e al successo ottenuto nel piccolo schermo, è stata soprannominata la "regina delle commedie romantiche".

## Biografia
Nativa di Seul, nel 1994 si è trasferita in Australia assieme alla madre e al fratello minore, dove ha frequentato la John Paul College di Brisbane. Sulla base di questa esperienza, nel 2011 è stata scelta come ambasciatrice per le celebrazioni del 50º anniversario delle relazioni bilaterali fra la Corea del Sud e l'Australia.
Dopo tre anni in Australia, la famiglia Gong ha fatto ritorno in Corea del Sud nel 1997 a causa della crisi finanziaria asiatica.

### Vita privata
Durante le riprese del serial Hwalyeohan sijeol ha conosciuto l'attore Ryoo Seung-bum, con il quale ha avuto una relazione dal 2001 al 2003 e nuovamente dal 2008 al 2012.
Tra maggio e settembre 2014 è stata legata sentimentalmente all'attore Lee Jin-wook.

## Filmografia

### Cinema
- Yeogogoedam dubeonchae iyagi (여고괴담 두번째 이야기), regia di Kim Tae-yong e Min Kyu-dong (1999)
- Yeoleum iyagi (여름 이야기), regia di Cho Yeong-ho (2000)
- Seonmul (선물), regia di Oh Ki-hwan (2001)
- Killerdeului suda (킬러들의 수다), regia di Jang Jin (2001)
- Volcano High (화산고), regia di Kim Tae-kyun (2001)
- Seopeuraijeu (서프라이즈), regia di Kim Jin-Sung (2002)
- Gimgeubjochi 19ho (긴급조치 19호), regia di Kim Tae-gyu (2002)
- Cheoleobtneun anaewa paramanjanhan nampyeon geurigo taekwon sonyeo (철없는 아내와 파란만장한 남편 그리고 태권소녀), regia di Lee Moo-Young (2002)
- Conduct Zero (품행제로), regia di Joh Keun-shik (2002)
- Cheongun (천군), regia di Min Joon-ki (2005)
- Gajog-ui tansaeng (가족의 탄생), regia di Kim Tae-yong (2006)
- Haengbok (행복), regia di Hur Jin-ho (2007)
- M (엠), regia di Lee Myung-se (2007)
- Dajjimawa ri: aginiyeo jiokhaeng geuphaengyeolchareul tara! (다찌마와 리: 악인이여 지옥행 급행열차를 타라!), regia di Ryoo Seung-wan (2008)
- Miss Hongdangmu (미쓰 홍당무), regia di Lee Kyoung-mi (2008)
- Jigeum, idaeroga joayo (지금, 이대로가 좋아요), regia di Boo Ji-young (2009)
- Sowa hamkke yeohaenghaneun beob (소와 함께 여행하는 법), regia di Yim Soon-rye (2010)
- 577 Project (577 프로젝트?), regia di Lee Keun-woo (2012)
- Love Fiction (러브 픽션), regia di Jeon Kye-soo (2012)
- Goryeonghwa gajok (고령화 가족), regia di Song Hae-sung (2013)
- Missing: Sarajin yeoja (미씽: 사라진 여자), regia di Lee Eon-hee (2016)
- Single Rider (싱글라이더), regia di Lee Joo-young (2017)
- Door Lock (도어락?), regia di Lee Kwon (2018)
- Ppaengban (뺑반?), regia di Han Jun-hee (2019)
- Gajang botong-ui yeon-ae (가장 보통의 연애?), regia di Kim Han-gyul (2019)

### Televisione
- Gamun-ui yeong-gwang (가문의 영광) – serie TV (2000)
- Hwalyeohan sijeol (화려한 시절) – serie TV (2001)
- Ne meottaero haera (네 멋대로 해라) – serie TV (2002)
- Nun-sa-ram (눈사람) – serie TV (2003)
- Sang-doo-ya, hakgyo gaja! (상두야 학교 가자) – serie TV (2003)
- Geonbbang seonsaeng-gwa byeolsatang (건빵선생과 별사탕) – serie TV (2005)
- Gomapseumnida (고맙습니다) – serie TV (2007)
- Pasta (파스타) – serie TV (2009)
- Choego-ui sarang (최고의 사랑) – serie TV (2011)
- Kkonminam ramyeongage (꽃미남 라면가게) – serie TV (2011)
- Jugun-ui tae-yang (주군의 태양) – serie TV (2013)
- Gwaenchanh-a, sarang-i-ya (괜찮아, 사랑이야) – serie TV (2014)
- Producer (프로듀사) – serie TV (2015)
- Jiltu-ui hwasin (질투의 화신) – serie TV (2016)
- When the Camellia Blooms (동백꽃 필 무렵?, Dongbaek-kkot pil muryeopLR) – serie TV (2019)
- Le stelle parlano di noi (별들에게 물어봐?) – serie TV (2025)